# Polička (Kosovska Kamenica)
Pour les articles homonymes, voir Polička.
Poliçkë en albanais et Polička en serbe latin (en serbe cyrillique : Поличка) est une localité du Kosovo située dans la commune/municipalité de Kamenicë/Kosovska Kamenica, district de Gjilan/Gnjilane (Kosovo) ou district de Kosovo-Pomoravlje (Serbie). Selon le recensement kosovar de 2011, elle compte 217 habitants.

## Histoire
Dans le village se trouvent la maison commémorative de Kadri Zeka et la maison de Lot Vaku, toutes deux construites au XIXe siècle ; elles sont proposées pour une inscription sur la liste des monuments culturels du Kosovo.

## Démographie

### Évolution historique de la population dans la localité
| 1948 | 1953 | 1961 | 1971 | 1981 | 1991 | 2011 |
| ---- | ---- | ---- | ---- | ---- | ---- | ---- |
| 691  | 707  | 659  | 712  | 597  | 542  | 217  |

|  |

### Répartition de la population par nationalités (2011)
En 2011, les Albanais représentaient 99,54 % de la population.